# Göttingen
Göttingen (plattysk: Chöttingen) er en by og kommune i det centrale Tyskland med 120.000 indbyggere, beliggende under Landkreis Göttingen i delstaten Niedersachsen. Den ligger 250 km syd for Hamborg .
Byen er bl.a. kendt for sit universitet, Georg-August-Universität Göttingen, som blev grundlagt i 1734.